# Тести на виявлення антигену малярії
Тести на виявлення антигену малярії — група комерційно доступних експрес -діагностичних тестів типу швидких антигенів, які дозволяють швидко діагностувати малярію людьми, які інакше не володіють традиційними лабораторними методами діагностики малярії або в ситуаціях, коли таке обладнання недоступне. В даний час у продажу є понад 20 таких тестів (тестування продукції ВООЗ 2008). Першим антигеном малярії, придатним в якості мішені для такого тесту, був розчинний гліколітичний фермент глутаматдегідрогеназа. Наразі жоден із швидких тестів не є настільки чутливим, як товста плівка крові, і не настільки дешевий. Основним недоліком у використанні всіх сучасних методів вимірювання стану є те, що результат по суті є якісним. Однак у багатьох ендемічних районах тропічної Африки кількісна оцінка паразитемії є важливою, оскільки великий відсоток населення буде позитивним у будь -якому якісному аналізі.

## Експрес-діагностика малярії на основі антигенів
Малярія є виліковним захворюванням, якщо пацієнти мають доступ до ранньої діагностики та швидкого лікування. Експрес-діагностичні тести на основі антигенів (РДТ) відіграють важливу роль на периферії можливостей медичних служб, оскільки багато сільських клінік не мають можливості діагностувати малярію на місці через відсутність мікроскопів та навчених техніків для оцінки плівок крові. Крім того, у регіонах, де хвороба не є ендемічною, лаборанти мають дуже обмежений досвід у виявленні та ідентифікації паразитів малярії. Все більша кількість мандрівників з помірних кліматів щороку відвідує тропічні країни, і багато з них повертаються з інфекцією малярії. Тести RDT все ще розглядаються як доповнення до звичайної мікроскопії, але з деякими вдосконаленнями вони цілком можуть замінити мікроскоп. Випробування прості, і процедуру можна проводити на місці в польових умовах. У цих тестах використовується паличка або венозна кров, загальний тест займає загалом 15-20 хвилин, і лабораторія не потрібна. Поріг виявлення за допомогою цих швидких діагностичних тестів знаходиться в межах 100 паразитів/мкл крові порівняно з 5 за допомогою товстоплівкової мікроскопії.

### pGluDH
Глутаматдегідрогеназа плазмодію (pGluDH), осаджена антитілами -господарями
Точний діагноз набуває все більшого значення з огляду на зростаючу резистентність Plasmodium falciparum та високу ціну на альтернативи хлорохіну. Фермент pGluDH не зустрічається в еритроцитах господаря і був рекомендований як маркерний фермент для видів плазмодію Пікардом-Моро та ін. у 1975 році. Ферментний тест на маркер малярії підходить для рутинної роботи і тепер є стандартним тестом у більшості відділів, що займаються малярією. Відомо, що наявність pGluDH являє собою життєздатність паразитів, і швидкий діагностичний тест з використанням pGluDH як антигену здатний відрізняти живі від мертвих організмів. Повний РДТ з антигеном pGluDH як антиген був розроблений у Китаї і зараз проходить клінічні випробування. GluDH-це всюдисущі ферменти, які займають важливу точку відгалуження між метаболізмом вуглецю та азоту. У плазмодії присутні як ферменти GluDH [EC 1.4.1.4], залежні від нікотинаміду аденіну динуклеотиду (НАД) [EC 1.4.1.2], так і залежні від нікотинаміду аденіну динуклеотидфосфату (НАДФ); NAD-залежний GluDH відносно нестабільний і непридатний для діагностичних цілей. Глутаматдегідрогеназа забезпечує окислюване джерело вуглецю, що використовується для виробництва енергії, а також відновлений носій електронів, NADH. Глутамат є основним амінодонором інших амінокислот у наступних реакціях трансамінування. Кілька ролей глутамату в азотному балансі роблять його воротами між вільним аміаком і аміногрупами більшості амінокислот. Публікується його кристалічна структура. Активність GluDH у P.vivax, P.ovale та P. malariae ніколи не перевірялася, але з огляду на важливість GluDH як ферменту з розгалуженням, кожна клітина повинна мати високу концентрацію GluDH. Добре відомо, що ферменти з високою молекулярною масою (наприклад, GluDH) мають багато ізоферментів, що дозволяє диференціювати штам (з урахуванням правого моноклонального антитіла). Господар виробляє антитіла проти паразитарного ферменту, що вказує на ідентичність низької послідовності.

### Білок II, багатий гістидином,
Багатий гістидином білок II (HRP II)-це водорозчинний білок, багатий гістидином та аланіном, який локалізується у кількох клітинних компартментах, включаючи цитоплазму паразитів. Антиген експресується тільки трофозоїтами P. falciparum. HRP II з P. falciparum бере участь у біокристалізації гемозоїну, інертної кристалічної форми ферипротопорфірину IX (Fe (3+)-PPIX), що продукується паразитом. Значна кількість HRP II виділяється паразитом у кровоносну систему господаря, і антиген може бути виявлений в еритроцитах, сироватці, плазмі, спинномозковій рідині і навіть у сечі як виділений водорозчинний білок. Ці антигени зберігаються в циркулюючій крові після зникнення або значного зменшення паразитемії. Зазвичай після успішного лікування тести на основі HRP2 проходять негативно, але може зайняти до одного місяця, що погіршує їх значення у виявленні активної інфекції. Помилково позитивні результати вимірювальних щупів були зареєстровані у пацієнтів з ревматоїдним фактором-позитивним ревматоїдним артритом. Оскільки HRP-2 експресується тільки P. falciparum, ці тести дадуть негативні результати зі зразками, що містять лише P. vivax, P. ovale або P. malariae; тому багато випадків малярії non-falciparum можуть бути неправильно діагностовані як малярійно-негативні (деякі штами P.falciparum також не мають HRP II). Варіабельність результатів РДТ на основі pHRP2 пов'язана з мінливістю антигену-мішені.

### pLDH
Лактатдегідрогеназа P. falciparum (PfLDH) є оксидоредуктазою 33 кДа [EC 1.1.1.27]. Це останній фермент гліколітичного шляху, необхідний для генерації АТФ, і один з найпоширеніших ферментів, експресованих P. falciparum. LDH плазми (pLDH) з P. vivax, P. malariae та P. ovale) виявляють 90-92 % ідентичність PfLDH з P. falciparum. Помічено, що рівень пЛДГ знижується в крові раніше після лікування, ніж HRP2. У цьому відношенні pLDH подібний до pGluDH. Тим не менш, кінетичні властивості та чутливість до інгібіторів, спрямованих на сайт зв'язування кофактора, значно відрізняються і їх можна ідентифікувати шляхом вимірювання констант дисоціації для інгібіторів, які різняться до 21 рази.

### pAldo
Фруктозо-бісфосфат-альдолаза [EC 4.1.2.13] каталізує ключову реакцію в гліколізі та виробництві енергії і виробляється усіма чотирма видами. Альдолаза P.falciparum є білком 41 кДа і має схожість послідовностей з 61-68 % до відомих еукаріотичних альдолаз. Його кристалічна структура була опублікована. Наявність антитіл проти р41 у сироватках дорослих людей, частково імунних до малярії, свідчить про те, що р41 бере участь у захисній імунній відповіді проти паразита.